# Trichilia aquifolia
Trichilia aquifolia är en tvåhjärtbladig växtart som beskrevs av Percy Wilson. Trichilia aquifolia ingår i släktet Trichilia och familjen Meliaceae. Inga underarter finns listade i Catalogue of Life.